# Wonorejo (Pematang Bandar)
Wonorejo is een bestuurslaag in het regentschap Simalungun van de provincie Noord-Sumatra, Indonesië. Wonorejo telt 3021 inwoners (volkstelling 2010).